# Microcarbo
Microcarbo es un género de aves suliformes de la familia Phalacrocoracidae. Anteriormente sus especies se incluíande en el género Phalacrocorax, pero se escindieron como resultado de los análisis de ADN. Como indica el nombre del género (Micro en griego significa «pequeño», y carbo es el nombre científico del cormorán grande) sus miembros son cormoranes de pequeño tamaño.

## Especies
Se reconocen cinco especies vivas:
- Microcarbo coronatus - cormorán coronado;
- Microcarbo niger - cormorán de Java;
- Microcarbo melanoleucos - cormorán piquicorto;
- Microcarbo pygmaeus - cormorán pigmeo;
- Microcarbo africanus - cormorán africano.

También formaba parte de este género una especie extinta:
- †Microcarbo serventyorum - comorán de Serventy